# Roe Triplane I

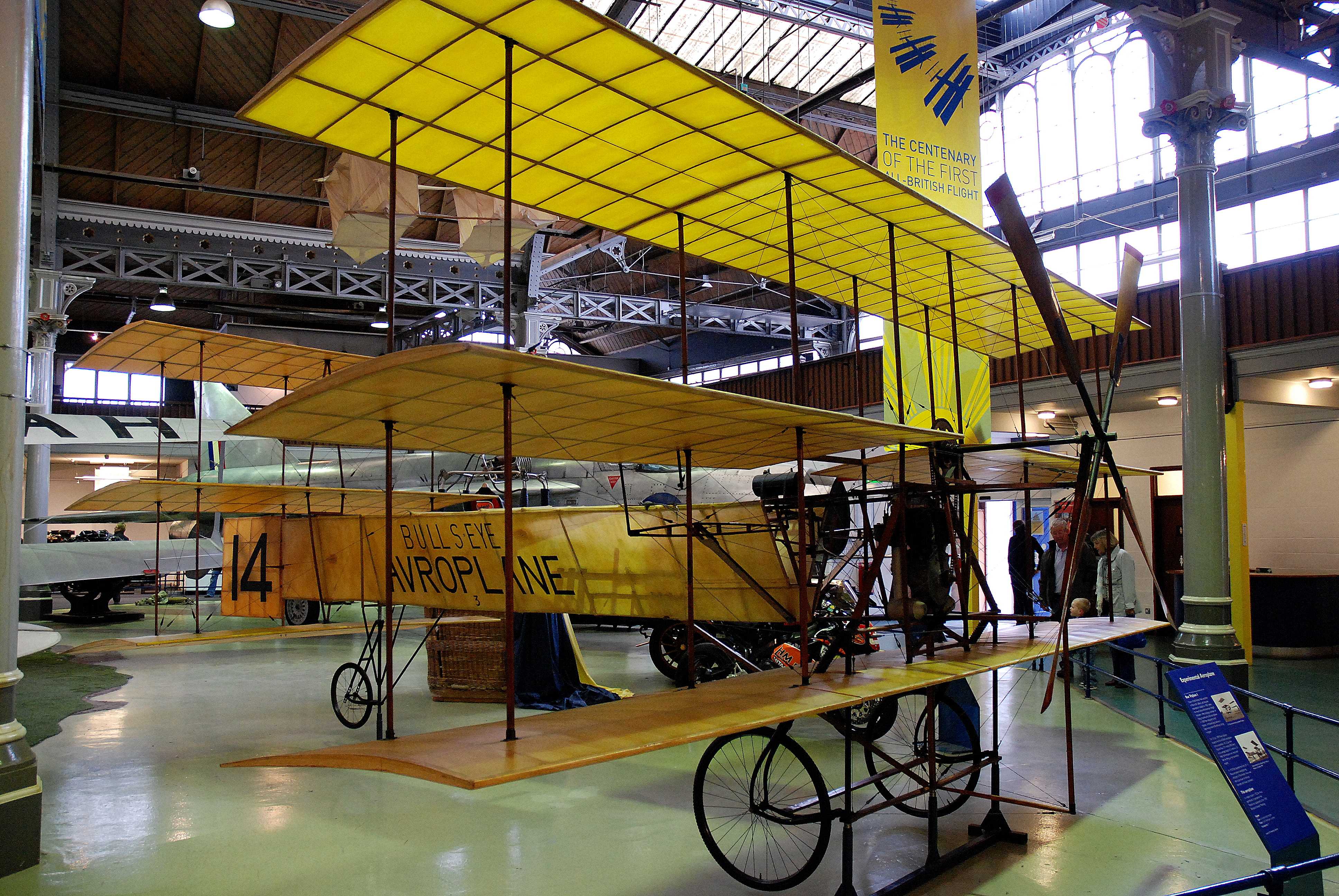
De replica van de Roe Triplane I

De Roe Triplane I is een vliegtuig gebouwd in 1909 door Alliot Verdon Roe die in 1910 Avro zou stichten in de Engelse stad Manchester.
Deze driedekker was het eerste volledig in het Verenigd Koninkrijk gebouwde toestel dat vloog. Zijn eerste luchtwaardig toestel, de Roe I Biplane, had een Franse motor.
Het vliegtuig had een gammele constructie. Om geld te sparen bouwde Roe de romp uit hout in plaats van staal en gebruikte papier voor de bekleding. Ook de staart bestond uit drie vleugels. Hij gaf het de bijnaam The Blues, naar de bretels die gemaakt werden in de fabriek van zijn broer die hielp om de bouw van het vliegtuig te financieren.
Op 13 juli 1909 slaagde hij er in om een vlucht te maken van 30 m, en tien dagen later een van 280 m. Vol vertrouwen zette hij door en verving de originele motor van 6 pk door een van 24 pk. Met deze motor crashte hij het toestel op 24 december in Wembley.
Een replica van dit toestel is te zien in het Museum of Science and Industry in Manchester. Dit toestel werd gebouwd door aspirant-werknemers van Avro in 1952. Het toont het toestel zoals het te zien was in 1909 op de Blackpool Aviation Meeting.